# Sonia Rolley
Sonia Rolley, née en 1980 en France est une journaliste française.

## Biographie

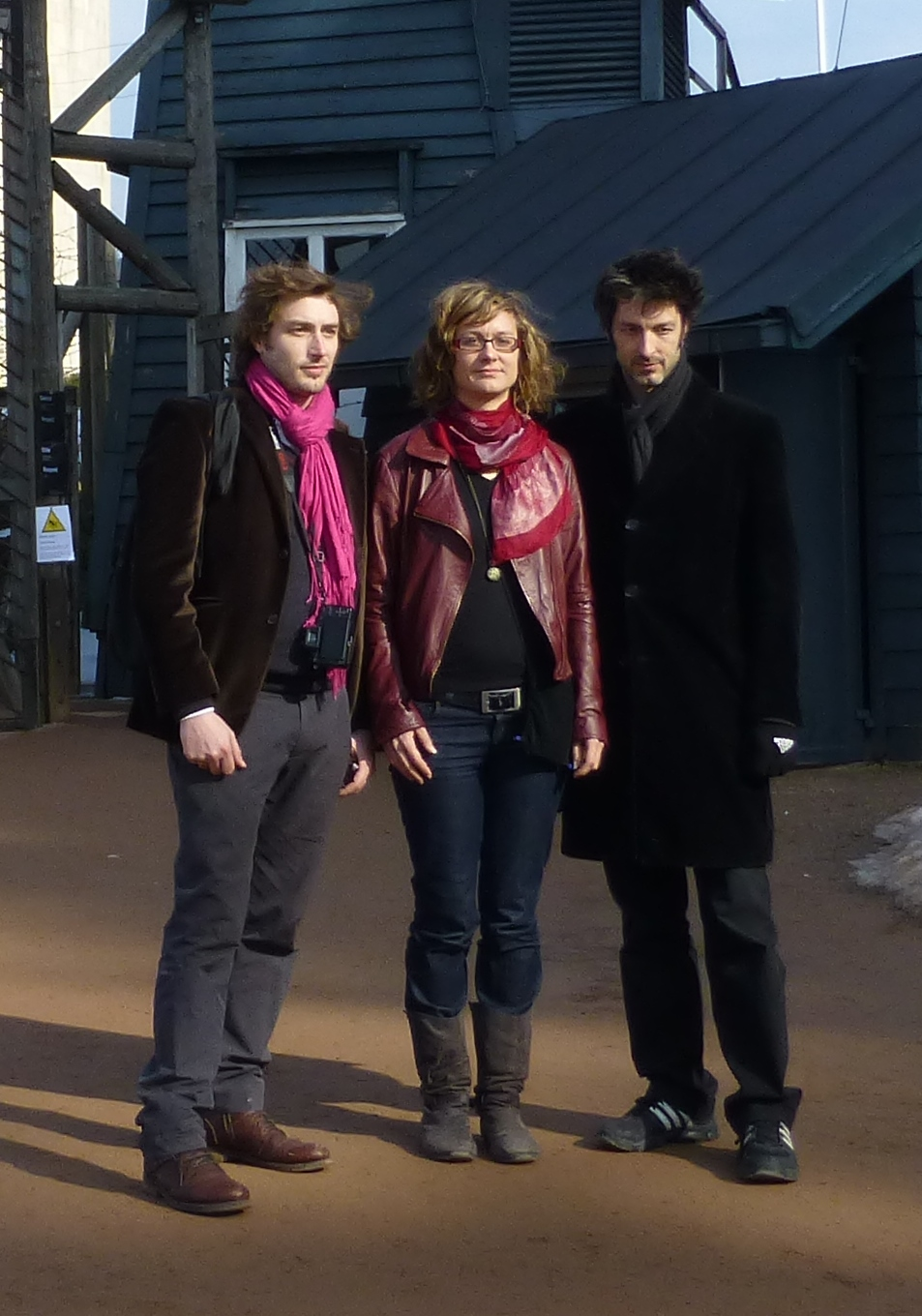
Axel Ramonet, Sonia Rolley et Tancrède Ramonet réalisateurs de "Au nom de la race et de la science".

D'origine alésienne, fille du géologue Jean-Pierre Rolley, Sonia Rolley fait ses classes au lycée Jean-Baptiste-Dumas.
Elle travaille pendant deux ans à Kigali comme correspondante permanente de la RFI et AFP au Rwanda. Elle est contrainte de quitter le territoire par le gouvernement rwandais du président Paul Kagame le 17 juin 2006. Elle passe ensuite dix-huit mois à N'Djamena comme correspondante de presse entre 2006 et 2008 avant d'être expulsée du Tchad, consécutivement à sa couverture trop réaliste de l'attaque rebelle qui, en février 2008, faillit emporter le régime du président Idriss Déby. Deux ans plus tard, elle publie son journal de bord Retour du Tchad (Actes Sud, 2010), un livre qui tient des témoignages éclairés sur l'irrationalité de la politique française au Mali.
Envoyée spéciale de RFI en RDC, elle enquête sur les massacres en 2016 dans la province du Kasaï. Sur cette crise qui débute le 12 août 2016, elle publie un documentaire étayé par des vidéos de militaires congolais en train de commettre des exactions.
En 2017, son accréditation de correspondante de RFI à Kinshasa expire début mai. Alors que le signal de RFI est coupé depuis le 5 novembre 2016 à Kinshasa avant la tenue d'une manifestation de l'opposition contre le président Joseph Kabila, le silence au renouvellement de Sonia Rolley par le ministère congolais des Médias est critiqué par Radio France internationale comme « un refus qui nuit gravement au pluralisme de l'information ». Le ministre congolais des Médias, Lambert Mende Omalanga, réagit à l'appel de la radio et précise que le pays n'a aucune intention de refuser l'accréditation de Sonia Rolley, mais qu'il répondra en temps voulu à la demande de visa de leur journaliste.
En 2022, Rolley quitte RFI et rejoint l'agence Reuters. Elle dépose une demande d'accréditation en RDC en septembre 2022 et revient en RDC avec une autorisation temporaire en octobre mais est expulsée en novembre,.

## Livre
- Retour du Tchad, 2010.